# Nehmser See
Der Nehmser See ist ein See im Kreis Segeberg im deutschen Bundesland Schleswig-Holstein südlich der Ortschaft Nehms. Er ist ca. 23 ha groß und bis zu 2,2 m tief.